# Bobby Schayer
Bobby Schayer (Los Angeles (Californië), 23 december 1966) is een Amerikaans musicus. Hij was van 1991 tot 2001 de drummer van de punkrockband Bad Religion. Hij volgde Peter Finestone op.
In 2001 kreeg hij een schouderblessure, waardoor hij niet meer professioneel kon drummen. Hij werd vervangen door Brooks Wackerman.

## Albums
Op de volgende albums van Bad Religion speelde Schayer mee:
- Generator (1992)
- Recipe for Hate (1993)
- Stranger than Fiction (1994)
- The Gray Race (1996)
- Tested (1997)
- No Substance (1998)
- The New America (2000)